# Канаміцин
Канаміци́н (Канаміцин А) — природний антибіотик з групи аміноглікозидів І покоління для парентерального та перорального застосування, широкого спектру дії. Вироблення препарату передбачає використання продуктів життєдіяльності Streptomyces kanamyceticus. Канаміцин уперше виділений у 1957 році в Японії.

## Фармакологічні властивості
Канаміцин — природний антибіотик з групи аміноглікозидів II покоління широкого спектра дії. Препарат має бактерицидну дію, що зумовлена порушенням синтезу білків у бактеріальній клітині. До канаміцину чутливі більшість грампозитивних та грамнегативних мікроорганізмів, а також кислотостійкі мікроорганізми. Найбільше значення має активність канаміцину до туберкульозної палички. До препарату нечутливі анаеробні мікроорганізми, грибки, віруси, найпростіші.

### Фармакодинаміка
Після внутрішньом'язового введення канаміцин швидко всмоктується, максимальна концентрація в крові досягається протягом 1 години після внутрішньом'язового введення та 15-30 хвилин — після внутрішньовенного введення. Препарат добре проникає в більшість тканин і рідин організму, високі концентрації створює в синовіальній рідині, плевральній порожнині, бронхіальному секреті, жовчі. Канаміцин погано проникає через гематоенцефалічний бар'єр, але при менінгіті концентрація препарату в менінгеальній рідині зростає. Канаміцин проникає через плацентарний бар'єр, виділяється в грудне молоко. Препарат не метаболізується в організмі, виводиться з організму в незміненому вигляді з сечею. Період напіввиведення препарату становить 2-4 години, при нирковій недостатності цей період збільшується до 70 годин.

## Показання
Канаміцин застосовується при захворюваннях, що викликані чутливими до антибіотика бактеріями: при важких інфекційно-септичних захворюваннях (менінгіт, сепсис, перитоніт, септичний ендокардит), при захворюваннях органів дихання (пневмонії, емпієма плеври, абсцес легень), гнійні ускладнення після операцій та інфіковані опіки. Перорально канаміцин може застосовуватися при кишкових інфекціях, що спричинюють чутливі до препарату збудники (шигельоз, сальмонельоз із септичним перебігом, ешерихіоз). Основне значення в застосуванні канаміцину — застосування при туберкульозі легень та позаленевому туберкульозі, спричиненому мікобактеріями, що резистентні до протитуберкульозних препаратів І та II ряду.

## Побічна дія
При застосуванні канаміцину можливі наступні побічні ефекти :
- Алергічні реакції — рідко (0,01—0,1%) висипання на шкірі, свербіж шкіри, гіперемія шкіри; у поодиноких випадках анафілактичний шок.
- З боку травної системи — нечасто нудота, блювання, стоматит; при тривалому застосуванні діарея, дисбактеріоз.
- З боку нервової системи — частіше спостерігаються при тривалому застосуванні та при попередньому застосуванні інших аміноглікозидів, у осіб похилого віку, порушенні функції нирок, попередньому застосуванні діуретиків, високому рівні препарату в крові та дегітратації.[5] Серед побічних ефектів частіше спостерігаються ототоксичність і неврит слухового нерва (часто із необоротними змінами), енцефалопатія, сплутаність свідомості; рідше летаргія, галюцинації, депресія; при внутрішньовенному застосуванні — нервово-м'язова блокада. Згідно з тривалими спостереженнями, канаміцин є одним із найбільш токсичних антибіотиків по дії на орган слуху та вестибулярний апарат.[5]
- З боку сечовидільної системи — нефротоксичність (ниркова недостатність, гострий тубулярний некроз, інтерстиціальний нефрит), що частіше спостерігається через декілька діб застосування канаміцину або при тривалому застосуванні[4] та є у більшості випадків зворотним явищем. За даними тривалих спостережень, канаміцин є одним із найбільш нефротоксичних антибіотиків з групи аміноглікозидів.[5]
- З боку серцево-судинної системи — частіше при внутрішньовенному або внутрішньопорожнинному застосуванн — артеріальна гіпотензія.
- Зміни в лабораторних аналізах — нечасто анемія, лейкопенія, гранулоцитопенія, тромбоцитопенія, підвищення рівня білірубіну в крові, підвищення рівня активності амінотрансфераз в крові, гіпомагніємія, гіпокальціємія, гіпокаліємія, альбумінурія, мікрогематурія, підвищення рівня креатиніну в крові.
- Місцеві реакції — нечасто болючість, подразнення, гіперемія та синці, гематоми, ущільнення, атрофія та некроз у місці введення препарату.

## Протипоказання
Канаміцин протипоказаний при підвищеній чутливості до аміноглікозидів, невриті слухового нерва, міастенії, паркінсонізмі, ботулізмі, нирковій недостатності, кишковій непрохідності, при вагітності та годуванні грудьми.

## Форми випуску
Канаміцин випускається у вигляді порошку в флаконах для ін'єкцій по 0,5 та 1 г; 5% розчину в ампулах по 5 та 10 мл; таблеток по 0,125 та 0,25 г. Канаміцин випускається також у вигляді порошку для місцевого застосування та антисептичної губки у комбінації з нітрофуралом.

## Застосування у ветеринарії
Канаміцин застосовується у ветеринарії для лікування інфекцій, які чутливі до препарату, або стійкі до дії інших антибіотиків. Канаміцин застосовується для лікування великої та дрібної рогатої худоби, свиней, коней та собак. Для ветеринарного застосування препарат випускається у вигляді 10% розчину у флаконах для ін'єкцій по 5, 10, 20 і 100 мл.